# The Darkside
„The Darkside” – czwarty singel niemieckiego zespołu Hypetraxx, który został wydany w 1999 roku. Został umieszczony na albumie Tales from the Darkside.

## Lista utworów
- CD maxi–singel (17 marca 2000)[1]

1. „The Darkside” (Video Cut) – 2:57
2. „The Darkside” (Original Mix) – 8:03
3. „The Darkside” (Sean Dexter Rmx) – 7:00
4. „The Darkside” (DJ Mix) – 9:31
5. „The Darkside” (7pm Mix) – 6:28
6. „The Darkside” (7pm Cut) – 4:28
7. „The Darkside” (Non Vocal) – 8:04

## Notowania na listach sprzedaży
| Kraj       | Lista (2000/2001) | Najwyższa pozycja |
| ---------- | ----------------- | ----------------- |
| Norwegia   | Top 20 Singles    | 4                 |
| Austria    | Singles Top 40    | 8                 |
| Niemcy     | Top 100 Singles   | 12                |
| Szwecja    | Top 60 Singles    | 46                |
| Szwajcaria | Singles Top 100   | 67                |